# Fuchsia alpestris
Fuchsia alpestris är en dunörtsväxtart som beskrevs av Gardn.. Fuchsia alpestris ingår i släktet fuchsior, och familjen dunörtsväxter. Inga underarter finns listade i Catalogue of Life.